# Prehransko zahtevni organizem
Prehransko zahteven organizem (angl. fastidious organism) je vsak organizem, ki zahteva kompleksne prehranske pogoje. Uspeva lahko le, če so v njegovo prehrano vključena specifična hranila. Podpomenka prehransko zahtevni mikroorganizem se pogosto uporablja v mikrobiologiji za opis mikroorganizmov (drobnoživk), ki za rast potrebujejo v gojišču posebna hranila. Primer prehransko zahtevne bakterije je Neisseria gonorrhoeae, ki za uspevanje na gojišču zahteva kri ali hemoglobin ter določene aminokisline in vitamine. Druga primera sta Campylobacter spp. in Helicobacter spp., ki sta kapnofila, kar pomeni, da za rast na gojišču med drugim potrebujeta ogljikov dioksid.